# Thomas Wharton (arbitre)
Pour les articles homonymes, voir Thomas Wharton.
Thomas Wharton ou Tom Wharton dit Tiny Wharton, né le 3 novembre 1927 à Glasgow et mort le 9 mai 2005 à Newton Mearns, était un arbitre écossais de football des années 1960. Il fut arbitre international de 1960 à 1971. Il fait partie du Scottish Football Hall of Fame, depuis 2010, lors de la septième session d'intronisation.

## Carrière
Il a officié dans des compétitions majeures : 
- Coupe de la Ligue écossaise de football 1960-1961 (finales)
- Coupe d'Écosse de football 1961-1962 (finale)
- Coupe d'Europe des vainqueurs de coupe de football 1961-1962 (finale aller)
- Coupe d'Écosse de football 1962-1963 (finales)
- Coupe de la Ligue écossaise de football 1962-1963 (finale)
- Coupe d'Écosse de football 1965-1966 (finales)
- Coupe de la Ligue écossaise de football 1966-1967 (finale)
- Coupe d'Écosse de football 1970-1971 (finales)
- Coupe de la Ligue écossaise de football 1970-1971 (finale)